# 新埃格利斯
新埃格利斯（法語：Nouvelle-Église）是法国北部-加来海峡大区加来海峡省的一个市镇，属于圣奥梅尔区欧德吕克县。该市镇2009年时的人口为679人。

## 人口
新埃格利斯人口变化图示
| 数据来源：INSEE |